# José María Javierre Ortas
José María Javierre Ortas (Lanaja; 5 de marzo de 1924 - Sevilla; 17 de diciembre de 2009) fue un periodista, sacerdote católico y escritor español.

## Biografía y obra
Estudió humanidades en Huesca, teología en la Universidad Pontificia de Salamanca, periodismo en la Escuela Oficial de Madrid y filosofía.
Se ordenó sacerdote en 1947. En la década de 1950 residió en Roma, donde fue vicerrector del Colegio Español. Conoció en profundidad el sistema democrático de Italia y la importancia que por entonces tenía la democracia cristiana en aquel país, lo que lo hizo evolucionar en sus convicciones políticas y convertirse en un firme defensor del sistema democrático.
En 1958 se trasladó a Sevilla. En esta ciudad dirigió el diario El Correo de Andalucía durante los últimos años de la dictadura franquista. Su oposición a la dictadura y a seguir las directrices de la fuerte censura de prensa entonces imperante hizo que en más de una ocasión las autoridades franquistas estuvieran a punto de ordenar el cierre del periódico.
Colaboró como periodista en diferentes medios como Canal Sur Televisión y participó en la publicación de la Gran Enciclopedia de Andalucía. Escribió diversos libros, la mayoría de ellos biografías de santos, como los dedicados a santa Ángela de la Cruz (premio Ciudad de Sevilla en 1968), fray Leopoldo de Alpandeire, beato Marcelo Spínola, san Juan de la Cruz, santa Teresa de Jesús, san Juan de Dios, cardenal Rafael Merry del Val, el papa Pablo VI, y el sacerdote, muerto a los 40 años, Rufino Aldabalde.
Fue académico de la Real Academia Sevillana de Buenas Letras e Hijo Adoptivo de Sevilla (1997). Su hermano Antonio María Javierre Ortas fue cardenal de la Iglesia católica. En los años sesenta del siglo xx fue uno de los iniciadores de la Hermandad Sacramental del Santísimo Cristo de la Sed de Sevilla.
| Predecesor: Antonio Moreno Andrade | Pregonero de la Semana Santa de Sevilla 1993 | Sucesor: Vicente García Caviedes |